# (4258) Ryazanov
(4258) Ryazanov est un astéroïde de la ceinture principale.

## Description
(4258) Ryazanov est un astéroïde de la ceinture principale. Il fut découvert le 1er septembre 1987 à Naoutchnyï par Lioudmila Karatchkina. Il présente une orbite caractérisée par un demi-grand axe de 2,96 UA, une excentricité de 0,07 et une inclinaison de 4,0° par rapport à l'écliptique.

## Compléments